# Cloak y Dagger
Cloak (Tyrone Johnson) y Dagger (Tandy Bowen) (conocidos como Capa y Puñal en España y Capa y Daga en Hispanoamérica) son unos superhéroes ficticios que aparecen en cómics estadounidenses publicados por Marvel Comics. Fueron creados por el escritor Bill Mantlo y el artista Ed Hannigan, y aparecieron por primera vez en Peter Parker, the Spectacular Spider-Man #64 (marzo de 1982).
Cloak y Dagger son adolescentes a quienes les inyectaron heroína sintética que les dio los superpoderes gemelos de control de la luz y la fuerza oscura. Dagger puede crear dagas de luz y usar su poder para curar, mientras que Cloak puede teletransportarse y volverse intangible a través de la fuerza oscura. Ambos obtienen poderes de las emociones de aquellos a quienes tocan, Dagger a través de la esperanza y Cloak a través del miedo.
Marvel Television produjo una serie de televisión de acción real homónima de dos temporadas ambientada en el Universo cinematográfico de Marvel, con Aubrey Joseph como Ty Johnson y Olivia Holt como Tandy Bowen. Además, Joseph y Holt retomaron sus papeles en la tercera temporada de Runaways tras la cancelación de la serie anterior.

## Concepto y creación
La inspiración para Cloak y Dagger llegó a Bill Mantlo después de una visita a Isla Ellis. Él contó: «Vinieron en la noche, cuando todo estaba en silencio y mi mente estaba en blanco. Vinieron completamente concebidos en cuanto a sus poderes y atributos, su origen y motivación. Ellos encarnaban entre ellos todo ese miedo y miseria, hambre y anhelo que me había perseguido en Isla Ellis».
Ed Hannigan, el colaborador artístico de Mantlo en Peter Parker, The Spectacular Spider-Man, recordó que él y Mantlo juntos idearon el diseño visual de los personajes: «Bill tenía una página corta o dos sinopsis de la historia que él me mostró, y nosotros discutieron sobre cómo se verían los personajes. Me dio mucha libertad de acción, pero era bastante obvio que Cloak sería negro y tendría una gran capa negra "animada" y Dagger sería blanco con una prenda ceñida tipo leotardo. No estoy seguro, pero creo que podría haber llegado a su ángulo de ballet. Puse el mismo tipo de amuleto / broche en ambos disfraces y obtuve el corte en forma de daga en su traje, que era bastante atrevido en ese momento».

## Historial de publicaciones
Cloak y Dagger apareció por primera vez en Peter Parker, The Spectacular Spider-Man # 64 (marzo de 1982). Después de una serie de apariciones adicionales de Spider-Man, se les dio su propia serie limitada de cuatro temas, escrita por el creador Bill Mantlo, escrita por Rick Leonardi, y firmada por Terry Austin. Debutó en octubre de 1983 y fue un éxito, lo que llevó a Marvel Comics a lanzar una serie bimensual Cloak y Dagger en 1985, con el mismo equipo creativo. Los supervillanos disfrazados rara vez aparecían en la serie, que se centraban en la búsqueda de Cloak y Dagger para acabar con el tráfico de drogas por completo, y con frecuencia exploraban el tema del vigilantismo. Leonardi se fue después del número 6 y fue reemplazado por una serie de lápices de relleno.
Después del número 11, Marvel combinó los títulos bimensuales Cloak, Dagger y Doctor Strange en un renacimiento mensual de la serie de dos historias Strange Tales. El cambio de título fue acompañado por Bret Blevins que intervino como escritor y entintador. Austin volvería brevemente, pero como el escritor de la serie esta vez, Mantlo terminó su carrera con el problema # 6. Aunque todavía tenía éxito, las ventas de Cloak y Dagger habían estado disminuyendo durante algún tiempo, y el personal editorial de Marvel sintió que se necesitaba un nuevo escritor para revitalizar a los personajes. Austin presentó de inmediato el primer némesis de Cloak y Dagger, Señor Jip. En 1988, protagonizaron Marvel Graphic Novel #34: Cloak and Dagger: Predator and Prey, que fue escrita por Mantlo antes de su salida de la serie. Strange Tales publicó 19 números antes de que Marvel decidiera dividir a Cloak, Dagger y al Dr. Strange en títulos bimensuales separados. Austin realizó una extensa investigación en la Fundación Americana para Ciegos para que pudiera dar una descripción auténtica de los impactos físicos y psicológicos de quedarse ciego y las técnicas de afrontamiento utilizadas por las personas ciegas. Tanto Austin como Vosburg habían desaparecido por el número 14. Las ediciones posteriores fueron escritas por Steve Gerber y / o Terry Kavanagh, pero las ventas comenzaron a fallar y la serie se canceló con el número 19.
La pareja continuó haciendo numerosas apariciones como estrellas invitadas en títulos como Runaways y Spider-Man Maximum Carnage, y protagonizó sus propias aventuras en títulos de antología como Marvel Comics Presents. Cloak hizo una aparición en solitario en los asuntos de la miniserie House of M, como miembro de un movimiento clandestino de resistencia humana. No estaba claro si Dagger también existía en la realidad alterada de House of M, ya que no había ninguna mención de ella durante esa historia.
Han aparecido en varios otros Universos Marvel, uno de los cuales incluía una historia donde Cloak fue asesinado. Dagger también sirvió como miembro de Marvel Knights en una miniserie de corta duración.
En la Comic Con de San Diego de 2008 se anunció que el equipo volvería a aparecer en su propia miniserie de 5 partes de la escritora Valerie D'Orazio, con lápices de Irene Flores y colores de Emily Warren.
Aparecieron en la cruzada "Utopia" de los Dark Avengers / Uncanny X-Men. Este crossover les brindó la oportunidad "de exonerar su reputación y sellar sus registros [si se unen a los Dark X-Men]", explicó Matt Fraction en una entrevista con Marvel.com. "Osborn los presenta como el servicio público definitivo, [en el cual] pueden resolver sus indiscreciones pasadas, [como los tratos de Cloak con los Vengadores durante la invasión Skrull". Fraction afirmó que la parte más atractiva de Dark X-Men era ver cómo reaccionaban Cloak y Dagger en un escenario de equipo de superhéroes reales.
Durante el evento Secret Wars de 2015, Noelle Stevenson y Sanford Greene crearon una serie derivada basada en Runaways.

## Biografías ficticias de ambos personajes

### Origen
Tyrone "Ty" Johnson (Cloak) y Tandy Bowen (Dagger) se reúnen en la ciudad de Nueva York como fugitivos. Tyrone es el hijo de Otis y Adina Johnson y Tandy es la hija de Melissa Bowen. Tyrone es un muchacho de 17 años de Boston, Massachusetts con un tartamudeo debilitante y huyó a la ciudad de Nueva York cuando su impedimento del habla le impidió detener a su amigo de ser disparado por la policía, que creía erróneamente que acababa de robar una tienda. Tandy es una chica de 16 años de una educación privilegiada (nacida en Shaker Heights, Ohio) que escapó porque su madre, una supermodelo multimillonaria, estaba demasiado ocupada con su carrera y vida social para pasar tiempo con su hija. Cuando se encuentran, Tyrone considera robar el bolso de Tandy, pero antes de que pueda, un ladrón lo roba y Tyrone lo recupera. Después, cenan y se hacen amigos rápidamente. Cuando la ingenua Tandy acepta una oferta de refugio de algunos hombres extraños, el cauteloso Tyrone va a protegerla. Los dos adolescentes pronto son entregados al químico criminal, Simon Marshall desarrollando una nueva heroína sintética para Silvermane y Maggia, probándola en adolescentes fugitivos con resultados fatales. Johnson y Bowen de alguna manera sobreviven a las inyecciones de la droga, y huyen. Durante su escape, la droga los convierte en seres superpotentes. Tyrone se ve envuelto en la oscuridad y se siente atrapado por una extraña hambre que se suaviza en presencia de Tandy que brilla con una luz brillante. Tratando de ocultar su nueva apariencia sombría en una capa improvisada, Tyrone absorbe a los matones de Marshall en su oscuridad mientras Tandy los golpea con dagas de luz. Los dos adolescentes se autodenominan "Cloak y Dagger", declarando la guerra contra los delitos de drogas y ayudando a los niños fugitivos.Ellos son ayudados por un sacerdote local, el Padre Delgado y la detective Brigid O'Reilly.
Durante los viajes de Cloak y Dagger alrededor del mundo, Dagger se reúne brevemente con su padre, Nathan Tyler, quien se ha convertido en un tipo de gurú en la India. Desarrolla una habilidad para manipular su "luz" personal como Tandy, pero la usa como una forma de control sobre otros para aumentar su propio poder, aparentemente matando a Ty cuando interfiere con sus planes. Cloak y Dagger se le oponen y él se arroja al portal de Cloak.
Más tarde se revela que durante este tiempo, D'Spayre había estado manipulando estos eventos desde detrás de las escenas.

### Guerra contra las drogas y otros héroes
Cloak y Dagger se convirtieron en vigilantes y cazaron y asesinaron a Simon Marshall y sus secuaces narcotraficantes responsables de activar sus poderes. Primero se encontraron con Spider-Man durante estos eventos. Luego asesinaron a Silvermane en venganza y lucharon contra su forma cyborg reanimada. Luego se unieron con Spider-Man para frustrar el intento de asesinato del Punisher en Kingpin.
Cuando sus actividades se volvieron demasiado dañinas para el tráfico ilegal de drogas, algunos comerciantes secuestraron a miembros de los Nuevos Mutantes e intentaron controlarlos inyectándoles una droga similar a la que le dio al dúo sus poderes. Durante un tiempo, perdieron sus poderes ante los héroes Sunspot y Wolfsbane, pero cooperaron para recuperarlos cuando se supo que los demás no lo estaban manejando bien. Cloak y Dagger los salvó con Spider-Man, pero rechazó una oferta para unirse a la Escuela para Jóvenes Dotados de los X-Men. Cloak y Dagger lucharon contra Silvermane y la Respuesta. Kingpin quería que Dagger ayudara a sanar a su esposa Vanessa Fisk, pero Dagger se negó a ayudarlo. Cloak y Dagger se hicieron amigos de los preadolescentes, Power Pack y ayudó dos veces a los Nuevos Mutantes, los aprendices jóvenes de los X-Men. Al final, el dúo se enteró de que ellos mismos eran mutantes, que es también la razón por la que fueron los únicos sujetos de prueba que sobrevivieron a la administración de la droga en primer lugar. Aunque tienden a atacar a los delincuentes callejeros ordinarios, se han enfrentado a enemigos tan diversos como Doctor Doom, Beyonder, Vermin, Zapper, Disciplinarian, Señor de Kampuchea, Mephisto, Thanos, La Asamblea del Mal, Firebrand y Lightmaster.
Cloak y Dagger se encontró con el Beyonder durante Secret Wars II. También se encontraron con Brigid O'Reilly que se transformó en Mayhem. Luego se encontraron con el Doctor Doom en Latveria. Junto al Doctor Strange, lucharon contra la Éxtasis. Fueron utilizados en el plan de Pesadilla para derrotar al Doctor Strange. Lucharon contra Señor Jip, y Night y Day. También encontraron a los Power Pack nuevamente.
Dagger fue poseída por Night, y luchó contra X-Factor, y perdió su vista temporalmente. Cloak y Dagger lucharon contra Hydro-Man, el segundo Jester, androide Hulk, Rock y Fenris junto a los Vengadores. Dagger recuperó su vista y ayudó a derrotar al señor Jip. Cloak más tarde, sin saberlo, conoció a su hermana gemela. Cloak y Dagger más tarde luchó contra D'Spayre, sabiendo que les había dado su forma oscura y forma de luz, que habían sido piezas de su alma, que interferían con sus mutaciones naturales.
Dagger fue una de las siete novias seleccionadas para el dios serpiente Set en la historia de crossover Atlantis Attacks, las otras seis son Jean Grey, la Mujer Invisible, Andrómeda, She-Hulk, Tormenta y la Bruja Escarlata.
Cloak y Dagger tuvo una pequeña participación en la saga Guantelete del Infinito. Cuando Thanos usó el poder del Guantelete del Infinito para sacrificar la mitad de la población del universo a la muerte, Dagger estuvo entre los superhéroes que desaparecieron. Cloak respondió a la llamada de Adam Warlock para unirse a un grupo de trabajo de los superhéroes restantes para luchar contra Thanos.Durante el ataque a Thanos por parte del equipo reunido, Cloak atrae a Thanos hacia la Fuerza Oscura, pero este lo mata.El resucitó después de que Nebula reclamara el Guantelete y deshiciera la mayoría de los eventos anteriores.
Los dos tendían a vivir en iglesias, apoyados por amigos y sacerdotes. Cloak se ha escapado muchas veces, sin comprender que Dagger está completamente dispuesta a usar su poder de luz para satisfacer su oscuridad. Cloak y Dagger se dedican el uno al otro, pero Dagger a menudo quiere más de la vida. Mientras que en un caso internacional, Tandy actuó con Eurocirque como Lady Light y compartió un romance con un supuesto polizón en un barco de drogas. Eventualmente fue expuesto como un criminal pero finalmente se sacrificó para salvar a Dagger. Tandy encontró nuevos amigos en los Nuevos Guerreros que se unieron a Cloak, Dagger y otros héroes para derrotar al lunático de las sombras, Darkling. También se unió al equipo durante un breve período, lo que generó una mayor tensión con Cloak.

### "Maximum Carnage"
Cloak y Dagger se unieron con Spider-Man, Capitán América, Gata Negra, Nightwatch, Puño de Hierro, Deathlok, Morbius, Venom y Firestar para detener un alboroto super villano asesino dirigido por el asesino en serie, Carnage. Dagger fue supuestamente asesinada por Shriek (la "esposa" de Carnage) mientras salvaba a un Spider-Man herido, pero luego se descubrió que estaba gravemente herida y recuperándose dentro de la mortaja de Cloak, y fue el instrumento clave para romper a la 'familia' Carnage.

### Marvel Knights
Después de que Tyrone deja a Tandy, ya no puede controlar su hambre y consume a todos y cada uno de los infractores de la ley, sin importar cuán pequeña sea la ofensa. Mientras lo busca en las iglesias, conoce a la Viuda Negra con quien se une para evitar que se robe una iglesia. Daredevil aparece más tarde y ambos lo asisten en una misión que recibió del Punisher.
Dagger se convierte en miembro del ahora difunto equipo "Marvel Knights", asociándose con muchos héroes diferentes, incluidos Shang-Chi, Luke Cage, Caballero Luna y Daredevil. Durante su tiempo con los Caballeros, Dagger desarrolló una profunda amistad con la Viuda Negra (Natasha Romanova). Natasha lleva a Tandy a la dirección del Dr. Strange con la esperanza de encontrar a Tyrone enloquecido. Los Marvel Knights y el Dr. Strange ubican y luchan contra un Cloak mejorado y desquiciado, durante la cual la mayoría del grupo queda absorto en su capa. El Dr. Strange revela que Cloak ha quedado poseído por Pesadilla. Tandy logra dominar y absorber los poderes de la capa de Ty, liberando a todos de su capa.
Desde hace algún tiempo, Viuda Negra les permite a Ty y Tandy vivir en su apartamento, que luego fue atacada por un homicida Life Model Decoy de Nick Fury. Aunque en este punto él era un humano normal, Ty logró derrotar al robot.

### Runaways
Cloak y Dagger hacen su regreso en Runaways, en el que Tyrone parece reabastecido y estable. En un momento, el LAPD reclutó al equipo para localizar a los Runaways. Durante su encuentro inicial, Dagger rápidamente noqueó a Nico Minoru con su luz y Cloak fácilmente absorbió a Chase Stein, Karolina Dean, Alex Wilder y Nico. Gertrude Yorkes pudo detener los ligeros ataques de Dagger con su dinosaurio Old Lace, ya que la luz de Dagger no tuvo efecto sobre los animales, y Molly Hayes logró sacar la capa de Cloak de su cuerpo, cortando su conexión a la Dimensión de la Fuerza Oscura. Esto provocó un cese al fuego, tiempo durante el cual, Gertrude y Molly explicaron a Cloak y Dagger que los policías de Los Ángeles estaban realmente corruptos y bajo el control de los padres supervillanos de los Runaways, el Orgullo. Cloak logró reconectarse con su capa y rescatar a los Runaways que había absorbido, y él y Dagger ambos prometieron regresar a Nueva York y traer de vuelta a los Vengadores para detener el Orgullo y rescatar a los Runaways. Sin embargo, el traidor en Runaways, Alex, en cambio se puso en contacto con el LAPD, que hizo que el Orgullo borrara los recuerdos reales del grupo de Tandy y Ty, impidiéndoles así ayudar a los Runaways.
Cloak fue luego personificado por Reginald Mantz, quien estaba usando la Hormona de Crecimiento Mutante para replicar los poderes de Cloak. Mantz, acechó y atacó a Dagger, dejándola hospitalizada. Después de una pelea con los Nuevos Vengadores, Cloak recuperó sus recuerdos y solicitó la ayuda de los Runaways para limpiar su nombre, ya que había sido incriminado por atacar a Dagger. Cloak apeló al hecho de que todos compartieron lazos al ser fugitivos y explica las razones por las que él y Dagger nunca los ayudaron como habían planeado. Acordaron ayudar, y con éxito ayudaron a Cloak a detener a su impostor, el delirante ordenanza, Reginald Mantz, quien creía que él y Tandy estaban en una relación.

### Civil War
Cloak y Dagger son miembros de la facción de superhéroes del Capitán América que se oponen a la Ley de Registro de Superhumanos durante la historia de Civil War.
Cloak es disparado con tranquilizantes de S.H.I.E.L.D. mientras teletransporta al Capitán América y a la facción rebelde a una planta química donde creían que se había producido un accidente catastrófico. Resulta ser una trampa puesta por Iron Man esperando con la facción pro-registro. Dagger es golpeada con un ataque de rayo por un clon de Thor.
Luego se revela que la pareja fue capturada durante una misión en Queens y encarcelada en la prisión de la Zona Negativa. Son liberados por el cambiaformas Hulkling, que estaba disfrazado de Hank Pym, que lleva a la batalla culminante entre las dos partes, y Cloak se teletransporta a Times Square.

### Invasión Secreta
Luke Cage llama a Cloak, que deja caer a los Nuevos Vengadores en la parte superior de la Torre Stark para robar uno de los quinjets de Tony Stark. Cuando Cage ofrece llevarlo con ellos para encontrar la nave Skrull derribada, Cloak se niega y desaparece.

### Dark X-Men y "Utopia"
Norman Osborn rastrea a Tandy y Tyrone en Colombia, quemando campos de drogas y se acerca a ellos para unirse a su nuevo equipo de X-Men. Inicialmente en su contra, como saben del pasado de Osborn y no se consideran a sí mismos mutantes, Osborn les dice que pueden llevar su guerra contra las drogas a escala mundial y que ya no tienen problemas con la policía. Dagger acepta el trato para ambos, pero Cloak sigue dudando.
Cloak y Dagger son reclutados más tarde en Dark X-Men por Osborn. En su primera misión, derrotan a Hellion, Sunspot, Cerilla, Meld, Lorelei Travis, Adam X y Avalancha, que protestan contra Osborn. Después de que Emma Frost y Namor traicionaron al equipo, Emma les ofrece la oportunidad de unirse a los verdaderos X-Men y su éxodo de los EE. UU., A lo que ambos acceden al instante. Durante su tiempo con los X-Men, Cloak se involucra con el plan de Wolverine para matar a Romulus junto con Bruce Banner y Skaar. Dagger es secuestrada y Romulus ordena que sea golpeada. Wolverine y Cloak logran salvarla, y Wolverine mata a su secuestrador, para su disgusto. Sin embargo, ella le dice a Tyrone que continúe ayudando a Wolverine, ya que necesita su ayuda. Ayudando a Wolverine, Cloak usa su poder para atrapar a Romulus en la dimensión de la Fuerza Oscura. Sin embargo, Romulus luego escapa y pelea con Wolverine y Cloak.

### 2010, Cloak y Dagger de un solo disparo
Después de hacer pruebas en Dagger, la Dra. Nemesis confirma que no son mutantes, decepcionándola ya que le gustaba estar en un equipo. Más tarde se revela que Tyrone la estaba engañando con Tia, una chica de su antiguo vecindario. Eventualmente, Tia revela que conoce su identidad secreta como Cloak y lo tiene secuestrado, torturándolo para evitar que use sus poderes. Dagger se preocupa después de que él no regresa a casa después de unos días y logra rastrearlo. Con la ayuda de X-Men, Anole y la Dra. Nemesis, ella lucha contra sus captores con lo que Tia revela que ella también tiene poderes y que le han lavado el cerebro para odiarlos. Tia logra escapar de la pelea y Tandy y Tyrone deciden abandonar Utopía y los X-Men y regresar a Nueva York para trabajar en reavivar su relación.

### "Spider-Island"
En la historia de "Spider-Island", se establece que Cloak y Dagger se quedaron sin hogar después de que las autoridades determinaran que su casa violaba los códigos de construcción. Luego fueron confrontados por los Vengadores, quienes les informaron sobre el problema actual de las arañas. También se revela que Dagger asiste a clases universitarias como un intento de normalizar su vida. Cloak tiene puntos de vista contradictorios ya que los reconoce como "especiales". Después de que el Señor Negativo oye una profecía de que está destinado a ser asesinado por Dagger, la secuestra y la corrompe con su toque negativo; sus poderes han cambiado, ahora trabaja a través de la Fuerza Oscura. Al igual que Cloak, obtiene el "hambre" de luz y comienza a morir por la falta de ella. Cloak ruega a Señor Negativo que le dé el toque. Él sorprendentemente está de acuerdo, alterando las habilidades de Cloak para ser alimentado por la luz. Cloak alimenta a Dagger su luz, causando una explosión. A continuación se revela que Dagger ahora tiene los poderes originales de Cloak, y Cloak tiene las de Dagger. Este cambio en los poderes recuerda la referencia a la influencia de D'Spayre en su vida, ya que según él en el último número de su serie original, estos eran los conjuntos de poder que siempre debieron tener originalmente, pero D'Spayre interfirió, lo que resulta en que Cloak y Dagger ha "invertido" el poder y se considera más débil de lo que hubiera sido si D'Spayre no se hubiera involucrado en sus vidas.

### All-New, All-Different Marvel
Siguiendo la historia de Secret Wars como parte del evento All-New, All-Different Marvel, Cloak y Dagger han regresado, aún usando los poderes del otro, pero ahora son malvados debido a la influencia corruptora del Señor Negativo. Aunque Martin Li fue arrestado en algún momento, Cloak y Dagger han estado usando parches de Shade, que los dosificaron con una droga que estimula los efectos del toque negativo, asegurando que sus personajes criminales 'permanecerán' leales a él, sacándolo del prisión en la que se mantenía a Li y devolverlo a Señor Negativo para liderar un asalto a las Industrias Parker en Japón. Aunque Peter puede evitar ser corrompido por Negativo gracias a la corrupción anterior de Negativo de Spider-Man, Cloak y Dagger logran ayudar a Negativo a escapar cuando Peter los sigue a su cuartel general en Hong Kong al colocar secretamente un Spider-Tracer en Cloak. Usando este rastreador, Peter puede inyectar a Cloak una cura para Shade que luego usa para curar a Dagger, aparentemente restaurando sus poderes originales. Aunque Señor Negativo ha escapado, Cloak y Dagger deciden permanecer en Hong Kong para protegerlo de futuros ataques.
Durante la historia de "Gang War", Cloak y Dagger se encuentran entre los superhéroes que ayudan a Luke Cage a luchar contra los gigantes Spider-Slayers enviados por Alistair Smythe.
Durante la historia de "Blood Hunt", Cloak se encuentra entre los usuarios de la Fuerza Oscura que pierden el control de sus poderes, bloqueando el sol y permitiendo una invasión de vampiros.Con Cloak indispuesto, Dagger se queda sola para luchar contra los vampiros.

## Poderes y habilidades
Cloak y Dagger son dos mutantes cuyos poderes fueron activados cuando fueron inyectados con una droga experimental ilegal. De cualquier modo, ellos son considerados mutados más que mutantes al haber obtenido sus poderes por un estímulo externo.

### Cloak
Tyrone Johnson adquirió la forma oscura de D'Spayre, que le dio la capacidad de crear una apertura en la dimensión de Fuerza Oscura y para enviar personas a la dimensión. También ganó las habilidades de la intangibilidad y la teletransportación de sí mismo y de otros a través de la dimensión Fuerza Oscura. Las personas envueltas por la oscuridad de Cloak se sienten ateridas y experimentan visiones aterradoras de sus propios miedos y pesadillas. La exposición prolongada a la oscuridad puede volver loca a la gente. Capa puede teletransportarse ingresando a la dimensión de la Fuerza Oscura, moviéndose una corta distancia dentro de ella y emergiendo de regreso a la Tierra a una gran distancia de su punto de origen. Un tramo de millas en la Tierra se puede atravesar en solo unos pocos pasos a través de atajos a través de la Fuerza Oscura. Como Cloak, Tyrone es usualmente intangible, aunque puede solidificarse a través de un acto de voluntad, o al absorber suficiente "luz" para saturar su forma temporalmente. Cloak siente un hambre constante que solo puede mitigarse alimentándose de la luz proyectada por Dagger o de la luz consumida por las víctimas enviadas a la dimensión de la oscuridad. Más tarde desarrolla un mejor control de su hambre. Además, puede ver mentalmente los temores de ciertas personas que toca.

### Dagger
Tandy tiene la capacidad de crear una multitud de dagas de luz de la Fuerza luz que viajan a donde ella quiera y que drenan la vitalidad de los seres vivos cuando son golpeadas. Sus dagas de luz también tienen la capacidad de curar a ciertas personas de adicciones a las drogas y pueden aliviar el hambre de luz de Cloak (permitiéndole al mismo tiempo evitar que se sobrecargue). Incluso puede ver mentalmente las esperanzas de ciertas personas tocándolas.
Cloak y Dagger tienen una experiencia moderada en peleas callejeras, y las técnicas de combate de Dagger utilizan sus poderes Lightforce y entrenamiento de ballet-danza, así como su sentido de las relaciones espaciales, que había aumentado por su ceguera temporal.

### Intercambio de poder
Tyrone y Tandy intercambiaron poderes en "Spider-Island", con Cloak usando poderes de luz y Dagger usando dagas de Fuerza Oscura. Cuando Industrias Parker usa un antídoto en Señor Negativo, el par vuelve a sus poderes originales.

## Mutantes o Mutados
Cloak y Dagger se consideraron mutantes latentes en apariciones anteriores, cuyos poderes se activaron cuando se les inyectó una droga ilegal experimental. En años posteriores, se han enumerado como mutaciones, lo que significa que sus poderes se derivaron de una fuente externa mutagénica. Esta designación fue utilizada para ellos en Civil War: Informe de Daño de Batalla. Algunos mutantes, como Sunfire, Polaris y Thunderbird, también han requerido estímulos externos para despertar sus poderes latentes.
Matt Fraction, escritor de X-Men de Uncanny, dijo: "No, no se consideran a sí mismos parte de la comunidad de mutantes, y esa es la cuestión: en un momento en el que quedan tan pocos mutantes, ¿pueden permitirse no hacerlo? menos reconocer la existencia de esta comunidad, esta familia?" En el cruce de Utopía, cuando Norman Osborn lo reclutó como parte de su "Dark X-Men", Cloak y Dagger comentan que no son mutantes. Esto es confirmado por el Doctor Nemesis, que ejecuta una gama completa de escaneos de genética en Dagger, informando que sus poderes se derivan únicamente de la droga que la cambió a ella y a Cloak.

## Otras versiones

### Era de Apocalipsis
En la historia de "Era de Apocalipsis", Cloak y Dagger son miembros de los Seis Siniestros, a quienes se les hizo un lavado de cerebro para luchar contra los X-Men. Aparentemente fueron asesinados en batalla, aunque esto aún no se ha confirmado.

### House of M
En la historia de "House of M", Cloak aparece como miembro de la Resistencia Humana Subterránea liderada por Luke Cage, con respecto a Cage como figura paterna. No se menciona el paradero de Dagger.

### Liga de Perdedores
Las características de Dagger en un arco de Marvel Team-Up vol. 3, de Robert Kirkman, con un grupo de héroes de la lista C apodado "La Liga de los Perdedores". Un grupo de héroes como Darkhawk, Dagger, Araña, Gravedad, X-23, Sonámbulo y Terror (aunque Araña muere en el camino) van al futuro para evitar que el villano Chronok robe la máquina del tiempo de Reed Richards, Chronok ha llegado al presente y ya habiendo matado a todos los héroes principales de Marvel.

### Marvel Zombies
En Marvel Zombies vs. The Army of Darkness, Cloak y Dagger, ambos zombificados, se ven en un estrecho callejón devorando a una desventurada víctima. En Ultimate Fantastic Four # 23, Cloak es visto como una de las docenas de héroes zombificados que se han reunido para cazar y comer las últimas cuatro personas no afectadas conocidas.

### Parodia de Spider-Ham
En la parodia de la serie Spider-Ham, el dúo se parodia como Croak y Badger, una rana y un tejón.

### Ultimate Marvel
Un personaje llamado Tandy Bowen hace una pequeña aparición como un adolescente que corre para y eventualmente logra convertirse en presidente de la escuela. Luego aparece como una anti-mutante que llama a una fuerza de tarea anti-mutantes para arrestar a Kitty Pryde.
Cuando Ronin se topa con una estación de policía para proporcionar evidencia contra Kingpin, dos mujeres vestidas como Cloak y Dagger son esposadas por una ofensa desconocida.
Las versiones Ultimate Marvel de Cloak (Ty Johnson) y Dagger (Tandy Bowen) se presentaron oficialmente durante una batalla contra Bombshell. Una serie de flashbacks revela que los dos eran novios de la escuela secundaria que resultaron gravemente heridos en un accidente automovilístico mientras se dirigían a su baile de graduación. Brian Trust de Roxxon hizo que los dos adolescentes fueran declarados legalmente muertos y los usó como sujetos de prueba en un experimento que involucraba materia oscura, lo que resultó en Tandy y Ty ganando superpoderes. Eventualmente, Cloak y Dagger y Bombshell ayudan a Spider-Man y Spider-Woman a luchar contra Brain Trust de Roxxon y también a confrontar a Philip R. Roxxon. Los dos más tarde se unieron a Los Jóvenes Ultimates. Ellos junto con su equipo, así como el Universo Ultimate en general, fueron destruidos durante los eventos de Secret Wars. Todos supuestamente regresaron después.

### Universo X
En la miniserie del año 2000, Universo X, Ty Johnson está muerto, pero Dagger todavía lleva su capa. Mar-Vell recibe el manto de Dagger y lo utiliza como un dispositivo de teletransportación y una puerta de entrada al Reino de los Muertos.

### Battleworld Runaways
Cloak y Dagger son similares a lo que sucedió en Spider-Island, solo que Tandy es Cloak en lugar de Dagger y Tyrone es Dagger en lugar de Cloak. Esta versión alternativa de Cloak y Dagger se revela como hermanos, incluso cuando la gente los confunde como una pareja romántica.

## En otros medios

### Televisión
- Cloak y Dagger aparecen en Ultimate Spider-Man,[92] con Cloak, la voz de Phil LaMarr y con Dagger, la voz de Ashley Eckstein:[93]
  - En la tercera temporada, episodio 4, "Capa y Daga", Cloak estaba poseído por Dormammu como parte de un complot para capturar al Doctor Extraño, Puño de Hierro y White Tiger en un complot para alimentar el Sitio Peligroso e invadir la Tierra. Con la ayuda de Dagger, Spider-Man fue capaz de liberar a Cloak de la posesión de Dormammu. Cloak y Dagger, luego de ayudar a Spider-Man, Doctor Extraño, Puño de Hierro y White Tiger en la derrota de Dormammu. Se suponía que fueran dos reclutas de Spider-Man para su nuevo equipo de superhéroes "Los Nuevos Guerreros". Pero originalmente rechazaron la oferta, porque en secreto ya fueron reclutados por Taskmaster para su equipo de villanos, Spider-Man también trato de reclutar al Buitre pero también rechazo la propuesta en secreto. En el episodio 8, "Los Nuevos Guerreros", ellos aparecen como miembros de Taskmaster, los Thunderbolts junto a Buitre para lanzar un ataque contra Spider-Man en el Tri-carrier donde terminan liberando al Duende Verde, el Doctor Octopus, el Escarabajo y el Escorpión. Taskmaster le dice a Capa "adelgaza la manada" y transporta a Power Man, Puño de Hierro, White Tiger y Nova a una isla desierta, pero luego cambiaron de bando después que Spider-Man salvo a Cloak y ambos descubrieron que Taskmaster les mintió, lo traicionaron y los dos se unieron al equipo de Spider-Man ya hacia el final del episodio (y al traer a su equipo clásico de vuelta luego de ser transportados por Cloak a la isla). En el episodio 15, "Academia S.H.I.E.L.D.", aparecen con Spider-Man y su equipo cuando van al Triskelion para mejorar su entrenamiento como héroes. En el episodio 18, "Ant-Man", aparece Dagger en la clase de Ant-Man y que ayudó al equipo de ser guiados por Nova en la captura del Doctor Octopus de haber escapado y controlado a Nick Fury con sus nanobots y Cloak aparece al final de la nada para ayudarlos. En el episodio 19, "En busca de burritos", Dagger aparece en su entrenamiento con Hawkeye y junto con Cloak aparece al final cuando Spider-Man les da burritos de desayuno. En el episodio 20, "Inhumanidad", solo aparecen en la clase y cuando observan la ciudad Attilan de los Inhumanos en planear la guerra contra la humanidad. En el episodio 21, "El Ataque de los Sintezoides", Cloak y Dagger son acompañados por Spider-Man, Agente Venom, Rhino y White Tiger de escapar de los sintezoides de Zola, hasta que Dagger es capturada por ellos. En el episodio 22, "La Venganza de Arnim Zola", Cloak permanece al lado de Spider-Man, el Agente Venom y Rhino, hasta ser capturado por los synthezoides, al igual que Spider-Man por Zola para experimentarlo, y solo el Agente Venom y Rhino fueron a salvarlos, luego de ser liberados. En el episodio 23, "Concurso de Campeones, parte 1", aparecen como cameo al ser encapsulados por el Gran Maestro. En el episodio 26, "Concurso de Campeones, parte 4", se ven como cameo junto a sus compañeros héroes, también con los Vengadores y los Agentes de S.M.A.S.H., al ser liberados.
  - En la cuarta temporada, episodio 2, "El Ataque de HYDRA, parte 2", Cloak y Dagger fueron capturados junto a sus compañeros por HYDRA, hasta ser salvados por Spider-Man y la Araña Escarlata. En el episodio 5, "Lagartos", ellos fueron infectados por el Dr. Connors siendo de nuevo el Lagarto, convirtiéndose en monstruos lagartos, hasta que Spider-Man puso la cura en la ventilación, curándolos. En el episodio 6, "El Doble Agente Venom", aparecen al final, cuando ven a Spider-Man y Araña Escarlata en que rescataron al Agente Venom. En el episodio 9, "Fuerzas de la Naturaleza", aparecen junto a Tritón y Chica Ardilla, pidiéndole a Spider-Man unos consejos de entrenamiento. En el episodio 10, "Los Nuevos 6 Siniestros, Parte 1", aparecen al defender el Triskelion del ataque de los nuevos Seis Siniestros. En el episodio 12, "La Agente Web", aparecen en su día libre del Triskelion en la playa del Hombre de Arena con el equipo antes de encontrar a Nova herido al llegar. En el episodio 14, "La Saga Simbionte, Parte 2", aparecen con Puño de Hierro y el Agente Venom (quién fue por ayuda) para ayudar a Spider-Man y el Capitán América en detener a los civiles poseídos por Carnage y Dagger usa la luz en liberar a Hulk, cuando Cloak lleva a los Carnages a otro lado, pero le fue imposible, y van con Spider-Man a salvar a Harry Osborn y Mary Jane Watson en Oscorp, hasta que aparece el Anti-Venom y noquea a Dagger al ser salvada por Cloak y la lleva a un lugar seguro, incluyendo a Mary Jane en llevarla a la preparatoria Midtown para transmitir el mensaje. En el episodio 15, "La Saga Simbionte, Parte 3", aparecen al final con el equipo de Spider-Man, con Chico Arácnido y El Patriota siendo el nuevo miembro de los Nuevos Guerreros. En el final de dos partes de "Día de Graduación", Cloak y Dagger se unen a sus compañeros héroes para ayudar a Spider-Man a proteger a la Tía May y derrotar a los miembros de los Seis Siniestros, Kraven el Cazador y Buitre, aunque forma parte de la trampa, el Doctor Octopus se dispuso a capturar a todos los héroes en un escudo que se contraía. Después de ser liberados, Cloak y Dagger se graduaron de la Academia S.H.I.E.L.D. junto a sus amigos.
- Cloak y Dagger aparecen en los programas de televisión ambientados en el Universo cinematográfico de Marvel (UCM),[94] Aubrey Joseph y Olivia Holt han sido elegidos, respectivamente,[95] mientras que sus apariciones de niños son interpretadas por Rachel Ryals y Maceo Smedley III, respectivamente.[96]
  - Joseph Loeb de Marvel Television reportó en Comic-Con 2011 que Cloak y Dagger están en desarrollo como una serie de televisión para ABC Family. El dúo será reubicado post-Huracán Katrina New Orleans.[97] En abril de 2016, se reveló que una serie de acción en vivo Cloak & Dagger estaba en desarrollo para Freeform, el nuevo nombre de ABC Family.[4] Joe Pokaski sirve como creador y productor de la serie.[98] La serie se estrenó el 7 de junio de 2018.[99] En este programa, unos jóvenes Tyrone Johnson y Tandy Bowen se muestran desarrollando sus poderes después de haber sido expuestos a una misteriosa energía liberada cuando la Plataforma del Golfo Roxxon colapsó.[100] Esto sucedió cuando Tandy y su padre estuvieron involucrados en un accidente automovilístico cuando Nathan Bowen se distrajo con la explosión, por lo tanto, su vehículo ingresó al agua. Tyrone se había zambullido en el océano para salvar a su hermano que había sido disparado por un oficial de policía, identificado más tarde como Connors. Tandy y Tyrone fueron los únicos sobrevivientes cuando Tyrone ayudó a Tandy a escapar del automóvil sumergido. Después de la muerte de su padre, la madre de Tandy recurrió a las drogas y el alcohol para hacer frente, ya que perdieron todo ante la corporación de Nathan Bowen, Roxxon. Tandy comenzó a robarle dinero a la gente rica con su novio, Liam, por dinero mientras Tyrone intentaba mantenerse al ritmo de las expectativas de sus padres en la escuela. Tandy y Tyrone se encuentran una vez más en una fiesta de la escuela secundaria donde descubren que tienen poderes de luz y oscuridad respectivamente: Tandy puede crear vida que drena, curación de dagas de luz que descubre cuando una antigua víctima de robo intenta abusar sexualmente de ella; incluso ve las esperanzas de aquellos a quienes toca, y Tyrone descubre que puede teletransportarse y ver los temores de aquellos a los que toca y teletransportar a sus víctimas a la dimensión de la Fuerza Oscura.[101] La temporada 1 trata principalmente del dúo por parte del descubrimiento de sus poderes y su esfuerzo por salvar a la ciudad de una segunda explosión de Roxxon, mientras que la temporada 2 presenta a los personajes Mayhem y D'Spayre.
  - El dúo aparece en la tercera y última temporada de Runaways.[102] Después de hacer una breve aparición al final del episodio "Left-Hand Path" para evitar que Nico Minoru ingrese a la Dimensión Oscura, aparecen de manera prominente en el siguiente episodio "Devil's Torture Chamber", mientras reúnen al resto de los Runaways para ayudarlos a rescatar a Alex Wilder antes de irse una vez que la misión tenga éxito.
- Cloak y Dagger aparecen en Marvel's Spider-Man, con Aubrey Joseph y Olivia Holt repitiendo sus papeles de la serie de televisión del UCM Cloak & Dagger.[103][104] Esta versión del dúo se clasificó como Sujetos 338 y 339 de los experimentos de Alchemax supervisados por Tiberius Stone. Después de dominar sus poderes, Cloak y Dagger comienzan sus planes para vengarse de Tiberius Stone mientras se enfrentan a Superior Spider-Man. Cuando se trató de la confrontación con Tiberius Stone en Midtown High School durante la propuesta de patrocinio de Anna Maria Marconi para Alchemax, Cloak y Dagger destruyen los dos robots de seguridad de Alchemax, desactivan remotamente el campo de fuerza personal de Tiberius y le recuerdan a Tiberius a quién fueron referidos. Superior Spider-Man llegó donde descubrió que Alchemax hace experimentos con inocentes para su propio beneficio corporativo. Mientras Superior Spider-Man lucha contra Cloak y Dagger, Anna Maria le dice a Tiberius que está retirando la propuesta de patrocinio. Cuando Superior Spider-Man derriba a Dagger, Tiberius usa su dispositivo de campo de fuerza reactivado para lanzar a Cloak contra una pared antes de atacar a Superior Spider-Man. En los episodios "Brand New Day" y "The Cellar", están encarcelados en La Bodega, aunque comienzan a reformarse durante este período. Cloak es uno de los villanos que Spider-Man sospecha que estuvo involucrado en la captura de los Vengadores, aunque resulta que Regente estaba replicando sus poderes. Durante la pelea de Spider-Man con Regente, Cloak logra escapar de su celda y ayuda a Spider-Man. Octavius y Anna Maria lanzan a Dagger momentos después, y se une a Cloak para liberar a Iron Man, Viuda Negra, Ms. Marvel y Hulk de una dimensión de bolsillo en la que Regente los encarceló.
- Cloak y Dagger aparecen en el episodio de X-Men '97, "La Tolerancia es Extinción - Parte 3".

### Película
- Cloak y Dagger fueron elegidos en 2007 como una de las muchas propiedades en el nuevo trato de Marvel para una película Paramount Pictures, junto a Captain America, Nick Fury, Doctor Strange, Hawkeye, Power Pack, Shang-Chi y Black Panther.[105]

### Videojuegos
- Cloak y Dagger ambos aparecen en el videojuego de 1994, Spider-Man and Venom: Maximum Carnage, donde pueden ser "convocados" por el jugador para dañar a todos los enemigos en la pantalla.
- Cloak y Dagger aparecen en Marvel: Ultimate Alliance 2 como personajes no jugadores, con Cloak expresado por Ahmed Best y Dagger con la voz de America Young. Aunque Cloak solo puede pelear exclusivamente en algunas consolas de la versión n-Space (PlayStation 2, PSP y versiones de Wii), mientras que Dagger se puede luchar en todas las versiones. En las versiones de Vicarious Visions, PlayStation 3, PlayStation 4, Xbox 360, Xbox One y PC) Dagger se une con Colossus para proteger a Cloak inconsciente, si el jugador está en el lado Pro Registration, mientras que Anti Registration tiene a Dagger protegiendo a Cloak de She-Hulk y Molten Man, hasta que llegaron sus jugadores Anti Registration, salvando ambos a Cloak y Dagger.
- Cloak y Dagger aparecen como personajes no jugadores en Marvel Heroes, con Cloak expresado por Rick D. Wasserman y Dagger con la voz de Tara Strong.[106][107]
- Cloak y Dagger se puede jugar como una sola entidad en Marvel: Avengers Alliance.
- Cloak y Dagger están disponibles para reclutar como una sola entidad en el juego móvil match-three Marvel Puzzle Quest. Se agregaron al juego en abril de 2017.[108]
- Cloak y Dagger se puede jugar en Lego Marvel Super Heroes 2.[109]
- Cloak y Dagger aparecen como personajes jugables en Marvel Avengers Academy.[110]
- Cloak y Dagger aparecen en Marvel Snap.[111]
- Cloak y Dagger aparecen en Marvel Rivals, interpretados por Hakeem Ysaguirre y Xanthe Huynh, respectivamente. [112]

### Cómics de movimiento
Cloak y Dagger aparecen en el cómic de movimiento de Wolverine versus Sabretooth, con la voz de Adrian Holmes y Mariee Devereux, respectivamente.

### Juguetes
- En 1997, Toy Biz lanzó una caja de figuras Cloak y Dagger de 5 "que contenía una" lata de coleccionista ".
- En septiembre de 2013, Marvel Universe liberó figuras de acción de Cloak and Dagger en la ola 23.
- En 2018, Hasbro lanzó figuras de acción de Cloak y Dagger en su línea Marvel Legends.